# Wohn- und Wirtschaftsgebäude Hauptstraße 13
Das Wohn- und Wirtschaftsgebäude Hauptstraße 13 in der niedersächsischen Gemeinde Axstedt wurde im 18. Jahrhundert gebaut. Aktuell (2025) wird es zum Wohnen und gewerblich genutzt.
Das Gebäude steht unter Denkmalschutz (siehe auch Liste der Baudenkmale in Axstedt).

## Geschichte und Beschreibung
Axstedt wurde 1105 erwähnt als Achenstedi. 1718 – nach dem Bau dieses Hofes – gab es 24 Feuerstellen im Ort.
Das eingeschossige giebelständige Wohn- und Wirtschaftsgebäude als Zweiständer-Hallenhaus in Fachwerk mit Steinausfachungen, mit reetgedecktem Krüppelwalmdach, Uhlenloch und der Grooten Door mit Korbbogen und Inschrift wurde 1688 gebaut. Der Wohnteil wurde später massiv in Backsteinmauerwerk ersetzt. Der Wirtschaftsgiebel wurde 1838 erneuert und erhielt einen Vorschauer.
Der Hof besteht aus weiteren nicht denkmalgeschützten Gebäuden.
Das Landesdenkmalamt befand u. a.: „… ein typisches Hallenhaus in Zweiständerkonstruktion …“
Das Gebäude steht neben dem denkmalgeschützten Henriettenhof von 1706.